# 이형걸
이형걸 (李炯杰, 1967년 ~ )은 대한민국의 KBS 아나운서다.

## 학력
- 서울 휘문고등학교 졸업
- 고려대학교 노어노문학 학사

## 경력
| 연도                 | 사항                                             |
| -------------------- | ------------------------------------------------ |
| 1994년 ~             | KBS 아나운서실 아나운서                          |
| 2008년               | 다문화사회 국민인식 개선 홍보대사                |
| 2009년               | 한국환경자원공사 홍보대사                        |
| 2014년               | 제26회 한국어문상 방송부문 문화체육관광부 장관상 |
| 2017년 ~ 2018년      | KBS춘천방송총국 편성제작국 아나운서              |
| 2018년 ~ 2019년      | KBS 이사회 사무국장                              |
| 2020년 ~ 2021년 12월 | KBS 아나운서실 실장                              |
| 2021년 ~ 2023년 12월 | KBS청주방송총국 국장                             |

## 진행

### 텔레비전
- 1994년 : KBS2 《KBS 2TV 뉴스 (1900)》
- 1995년 : KBS1 《KBS 뉴스 5》
- 1995년 : KBS1 《KBS 스포츠뉴스》
- 1996년 ~ 1999년 : KBS2 《스포츠 중계석》
- 1996년 : KBS1 《가족오락관》남성팀 게스트 1996년 4월 10일
- 1996년 : KBS1 《TV는 사랑을 싣고》
- 1996년 : KBS1 《KBS 중소기업을 살립시다》
- 1998년 : KBS1 《KBS 뉴스네트워크》
- 2000년 : KBS1 《피플 세상속으로 진행 및 내레이션》
- 2000년 : KBS1 《6시 내고향》
- 2000년 : KBS1 《여기는 시드니 중계방송 캐스터》
- 2001년 : KBS KOREA 《KBS 월드넷》
- 2005년 : KBS2 《생방송 세상의 아침》
- 2007년 : KBS1 《그 사람이 보고싶다》
- 2007년 : KBS1 《러브 인 아시아》
- 2010년 : KBS2 《다큐멘터리 3일》출연 - 164회《세상을 여는 목소리 - KBS 아나운서 3일》
- 2013년 : KBS1 《긴급출동 24시》
- 2014년 : KBS1 《강연 100℃》
- 2017년 : KBS춘천 1TV 《KBS 뉴스 9》
- 2017년 : KBS춘천 1TV 《강원도가 좋다》

### 라디오
- KBS 제3라디오 《이형걸의 아날로그 라디오》
- KBS 제3라디오 《이형걸의 희망나무》
- KBS 한민족방송 《통일열차》